# Actarite
Actarite é um fármaco anti-inflamatório utilizado no tratamento da artrite reumatóide. Foi desenvolvido no Japão.